# Stéphane Noro
Stéphane Noro (* 22. November 1979 in Lille) ist ein ehemaliger französischer Fußballspieler.

## Karriere
Stéphane Noro spielte bereits in der Jugend für den OSC Lille. 1996 wurde er aus der Amateurmannschaft in die Profimannschaft hochgezogen. Dort konnte er sich nicht durchsetzen, weshalb er 2000 zu Stade Reims ging. Nach nur einem weiteren Jahr ging er zum CS Sedan. Dort konnte er sich durchsetzen.
In der Rückrunde der Saison 2003/04 spielte er auf Leihbasis beim FC Metz. In der Saison 2004/05 konnte man als Zweitligist das Finale des französischen Pokals erreichen. Im Finale gegen den Favoriten AJ Auxerre erzielte Noro in der 64. Minute den Treffer zum 1:1. Das Finale verlor man, nachdem man sich in der Verlängerung sah, in der Nachspielzeit durch ein Tor von Bonaventure Kalou mit 1:2.
2007 wechselte er zu ES Troyes AC. Aber nach nur einem weiteren Jahr ging er zum AC Le Havre. Im September 2010 löste er seinen Vertrag dort auf. Nach einer längeren Zeit ohne Verein ging er in der Winterpause der Saison 2010/11 zu Racing Straßburg, in der drittklassigen Championnat de France National. Nach einem halben Jahr, in der Racing Straßburg den direkten Wiederaufstieg in die Ligue 2 verpasste, wechselte Noro ins Ausland und heuerte beim zyprischen Erstligisten Apollon Limassol an. Von 2012 bis 2014 kehrte er nochmals zu Racing Straßburg zurück und beendete dort 2014 seine Karriere.